# Rógvi Jacobsen
Rógvi Jacobsen (ur. 5 marca 1979 w Klaksvík na wyspie Borðoy) – farerski piłkarz, grający na pozycji ofensywnego pomocnika. Najlepszy strzelec reprezentacji Wysp Owczych, ex aequo z Klæmintem Olsenem.

## Kariera klubowa
Rógvi pochodzi z wyspy Borðoy i tam też zaczynał piłkarską karierę w klubie KÍ Klaksvik. W barwach tego klubu zadebiutował w Formuladeildin w wieku 17 lat w 1996 roku i już w pierwszym sezonie pokazał się z dobrej strony strzelając 3 gole w 5 meczach, a jego klub KÍ został wicemistrzem Wysp Owczych. W kolejnym sezonie w 1997 roku nie był jeszcze ciągle graczem podstawowego składu, ale radził sobie nadal nadzwyczaj dobrze i zdobył 4 gole w lidze. W 1998 wywalczył z KÍ drugie w karierze wicemistrzostwo i jak na ofensywnego pomocnika był bardzo skuteczny zdobywając 10 bramek. W 1999 Klaksvik zagrało jeszcze lepiej, zostało mistrzem Wysp Owczych, a ich lider drugiej linii, Rógvi, znów zachwycił skutecznością i ponownie strzelił 10 goli. W Klaksvik Rógvi pograł jeszcze jeden sezon, niestety nieudany dla swojej drużyny (raptem 5. miejsce w lidze) i właśnie to między innymi przybliżyło jego transfer do HB Tórshavn. W HB zadebiutował 17 marca 2001 w wyjazdowym wygranym aż 14:3 meczu z TB Tvøroyri. W pierwszym sezonie gry mistrzostwa kraju z HB nie zdobył, ale udało mu się to w 2002 roku, a potem przez jeszcze dwa kolejne lata mógł swiętować ten laur. Pod względem skuteczności udany był zwłaszcza sezon 2004, gdy Jacobsen zdobył 14 bramek w lidze. W 2005 roku wyjechał jeszcze bardziej na północ i trafił do Islandii, do tamtejszego KR Reykjavik, jednak z tą drużyną zajął dopiero 6. miejsce w lidze. Zimą 2006 po zakończeniu piłkarskiego sezonu w Islandii, Jacobsen wyjechał do Danii i został piłkarzem SønderjyskE Fodbold. W Danii Rógvi nie sprawdził się i wystąpił tylko w 5 ligowych meczach. Na dodatek jego drużyna zajęła przedostatnie, 11. miejsce i spadła z Superligaen. Na kawałek sezonu 2006 wrócił do KR, a po krótkim czasie powrócił na Wyspy Owcze i obecnie jest ponownie piłkarzem HB.
| Sezon   | Klub                | Kraj        | Rozgrywki                      | Mecze | Bramki |
| ------- | ------------------- | ----------- | ------------------------------ | ----- | ------ |
| 1996    | KÍ Klaksvik         | Wyspy Owcze | Formuladeildin                 | 5     | 3      |
| 1997    | KÍ Klaksvik         | Wyspy Owcze | Formuladeildin                 | 10    | 4      |
| 1998    | KÍ Klaksvik         | Wyspy Owcze | Formuladeildin                 | 17    | 10     |
| 1999    | KÍ Klaksvik         | Wyspy Owcze | Formuladeildin                 | 18    | 10     |
| 2000    | KÍ Klaksvik         | Wyspy Owcze | Formuladeildin                 | 16    | 5      |
| 2001    | HB Tórshavn         | Wyspy Owcze | Formuladeildin                 | 18    | 4      |
| 2002    | HB Tórshavn         | Wyspy Owcze | Formuladeildin                 | 17    | 3      |
| 2003    | HB Tórshavn         | Wyspy Owcze | Formuladeildin                 | 18    | 7      |
| 2004    | HB Tórshavn         | Wyspy Owcze | Formuladeildin                 | 17    | 12     |
| 2005    | Reykjavíkur         | Islandia    | Landsbankadeild                | 17    | 3      |
| 2005/06 | SønderjyskE Fodbold | Dania       | Superligaen                    | 5     | 0      |
| 2006    | Reykjavíkur         | Islandia    | Landsbankadeild                | 9     | 1      |
| 2006    | HB Tórshavn         | Wyspy Owcze | Formuladeildin                 | 8     | 5      |
|         |                     |             | Łącznie w Formuladeildin       | 136   | 63     |
|         |                     |             | Łącznie w Landsbankadeild      | 26    | 4      |
|         |                     |             | Łącznie w duńskiej Superligaen | 5     | 0      |

## Kariera reprezentacyjna
W reprezentacji Wysp Owczych Rógvi Jacobsen debiutował 3 lutego 1999 roku w zremisowanym 0:0 towarzyskim meczu z Andorą. W historii reprezentacji Wysp Owczych jest jednym z najskuteczniejszych piłkarzy i do listopada 2006 zdobył aż 6 goli. Swojego pierwszego zdobył 10 lutego 2002 w przegranym 1:2 meczu z Polską. Rógvi jest podstawowym zawodnikiem kadry, która rozgrywa swoje mecze w ramach eliminacji do Euro 2008.

## Sukcesy
- Mistrzostwo Wysp Owczych: 1999 z KI, 2002, 2003, 2004 z HB
- Wicemistrzostwo Wysp Owczych: 1996, 1998 z KI